# Gastone IV di Foix
Gastone di Grailly-Foix o Gastone di Foix o Gastone di Grailly (Gaston in francese, in basco, in tedesco, in fiammingo e in inglese, Gastó in catalano, Gastón in spagnolo e Gastão in portoghese; 27 novembre 1422 – Roncisvalle, 25 luglio 1472) fu conte di Foix e Bigorre, visconte del Béarn, Nébouzan, Villemeur e Lautrec dal 1436, Visconte di Narbona dal 1447, oltre che Pari di Francia dal 1458 e re consorte de jure di Navarra dal 1464 sino alla sua morte.
Secondo la Gran Enciclopèdia Catalana, dedicò la sua vita alla formazione di un grande stato pirenaico tra il regno di Francia e il regno d'Aragona.

## Origini familiari
Gastone, sia secondo Pierre de Guibours, detto Père Anselme de Sainte-Marie o più brevemente Père Anselme, sia secondo la Chroniques romanes des comtes de Foix, era il figlio primogenito del conte di Foix, visconte di Béarn, Coprincipe di Andorra, Visconte di Castelbon e conte di Bigorre Giovanni I di Foix e di Giovanna d'Albret, figlia del Connestabile di Francia, Carlo I d'Albret Signore d'Albret e della moglie Maria, Signora di Sully et di Craon.

Giovanni I di Foix, sia secondo Père Anselme, che secondo la Chroniques romanes des comtes de Foix, era il figlio primogenito del Captal de Buch e, per diritto di matrimonio (de jure uxoris) conte di Foix, visconte di Béarn e coprincipe di Andorra, Arcimbaldo di Grailly, e della contessa di Foix, viscontessa di Béarn e Coprincipessa di Andorra, Viscontessa di Castelbon e signora di Moncada, Isabella di Foix-Castelbon, che, secondo Père Anselme, era la figlia del Visconte di Castelbon e signore di Moncada, Ruggero Bernardo II e della moglie, Gerarde di Navailles, Signora di Navailles e Sault, figlia di Garcia Arnaldo IV di Navailles, barone di Navailles e Sault e della moglie, Béarnaise de Miramont, mentre la Chroniques romanes des comtes de Foixci conferma che era sorella del Visconte di Castelbon e signore di Moncada, poi conte di Foix, visconte di Béarn e Coprincipe di Andorra e inoltre pretendente della corona d'Aragona Matteo.

## Biografia

Armi dei conti di Foix-Béarn-Bigorre

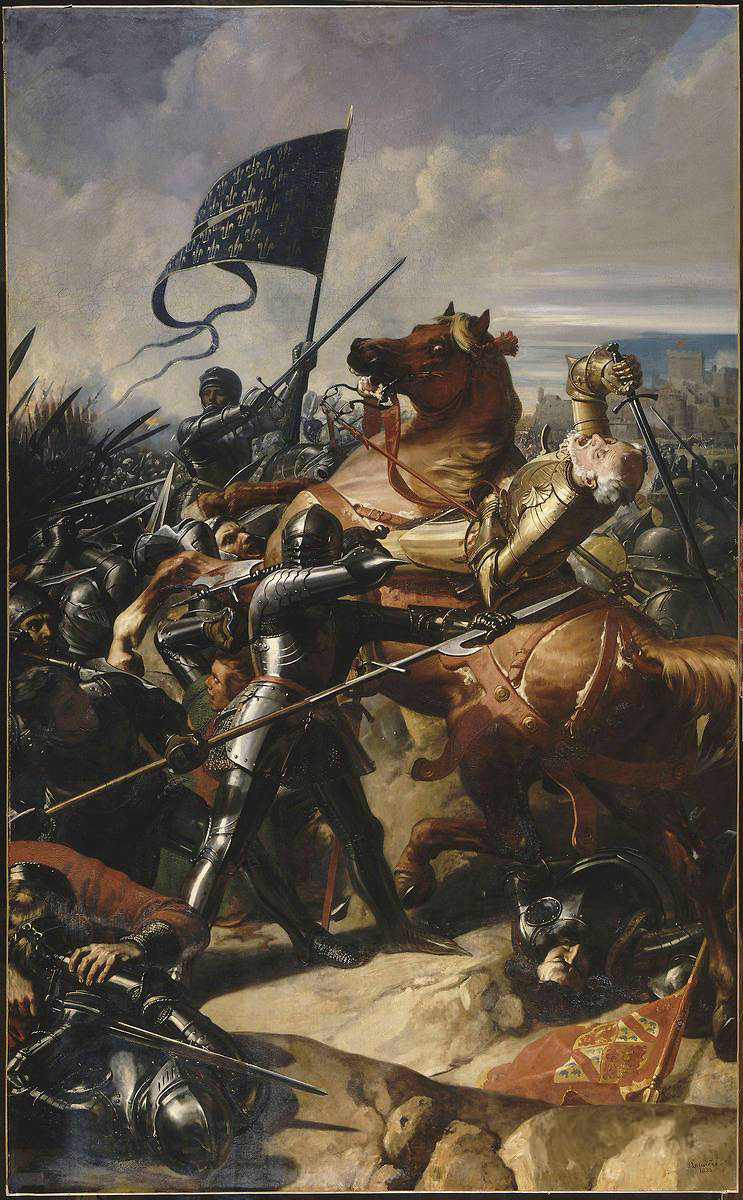
Battaglia di Castillon

La cronaca del tesoriere della contea di Foix Arnaud Esquerrier (Chroniques romanes des comtes de Foix) cita che Gastone (Mossen Gaston fil de Mossen Johan et de Madona Johana de Labrit) nacque il 26 febbraio.
Suo padre, Giovanni, morì a Mazères, nella notte tra il 3 e il 4 maggio 1436, poco dopo il suo terzo matrimonio. Gastone, ancora minorenne, gli subentrò in tutti i suoi titoli, divenendo conte di Foix.
Il 30 luglio 1436 sposò Eleonora di Navarra, quartogenita (terza femmina) del principe di Castiglia e León e d'Aragona, duca di Peñafiel e futuro re di Navarra, della corona d'Aragona e di Sicilia Giovanni II e della sua prima moglie, l'ex regina consorte di Sicilia e futura regina di Navarra Bianca di Navarra. Eleonora era stata promessa a Gastone, nel 1432.
Molto probabilmente, data l'età degli sposi, fu solo un impegno di matrimonio, che fu consumato solo dopo qualche anno, quando Eleonora, dopo aver vissuto alla corte di suo fratello, Carlo, che governava la Navarra per conto dei genitori, si recò, tra il 1441 e il 1442, nella contea di Foix. Il matrimonio era stato organizzato da suo padre Giovanni II, reggente assieme alla cognata, Maria di Castiglia, della corona d'Aragona, per avere un forte alleato a nord dei Pirenei.
Negli anni dal 1442 al 1455 Gastone collaborò con il re di Francia, Carlo VII, nella conquista della Guienna, mettendosi in mostra durante la presa di Tartas nel 1442, di Mauleon nel 1449, e di altre piazzeforti: per i suoi meriti fu nominato governatore della Guienna. Nel 1453, con il conte di Dunois, prese Dax, Bordeaux e Bayonne, e partecipò alla vittoria francese nella Battaglia di Castillon, in cui morì il comandante delle truppe inglesi, Talbot, con i suoi figli, il che permise la conquista del Medoc e di Cadillac.
Nel 1447 Gastone era divenuto visconte di Narbona, succedendo al visconte Guglielmo III, dal quale, secondo la Gran Enciclopèdia Catalana, lo aveva acquistato; ancora secondo la Gran Enciclopèdia Catalana, potrebbe essere stata venduta dalla sorella di Guglielmo, Margherita che le era succeduta, come viene confermato anche dalla Foundation for Medieval Genealogy : VICOMTES de NARBONNE 1423-1447 (TINIERES); mentre secondo Anselme de Sainte-Marie la viscontea era stata venduta a Gastone, nel 1442, dal tutore di Guglielmo III, Guglielmo di Tiniéres e Gastone ne prese possesso, nel 1448, dopo la morte di Pierre.
Dopo la sconfitta che il fratello di sua moglie, il principe di Viana Carlo, aveva subito nella guerra civile di Navarra a opera del padre Giovanni II, e fu esiliato nel regno di Napoli, presso lo zio, il re di Aragona e di Napoli Alfonso V, Gastone ed Eleonora si accordarono con Giovanni che, nel 1455, nominò Eleonora luogotenente generale del regno di Navarra, ove Eleonora si trasferì con Gastone e si stabilirono a Sangüesa.
Essi trovarono la Navarra ancora divisa tra i due partiti che si erano formati durante la guerra civile: i beamonteses, seguaci della famiglia Beaumont, partigiani di Carlo, e gli agramonteses partigiani dell'antica casa nobiliare degli Agramont, a favore di Giovanni, che li appoggiarono subito.
Gastone aveva delle mire sul regno di Navarra, e, per soddisfarle, fece da intermediario tra Giovanni II e Carlo VII di Francia; ed infatti, nel 1457, riuscì a fare riconciliare il suocero, Giovanni II, con il suo sovrano, Carlo VII, riuscendo a fare loro stipulare un trattato di alleanza difensiva, il trattato di Valencia del 17 giugno 1457; per ricompensa di tutte queste azioni militari e politiche Gastone fu nominato Pari di Francia (1458), come ci viene confermato dalle Chroniques romanes des comtes de Foix.
Nel 1461 il suo figlio primogenito, Gastone sposò Maddalena di Francia, figlia del re di Francia Carlo VII e di Maria d'Angiò, e sorella del futuro re di Francia Luigi XI.

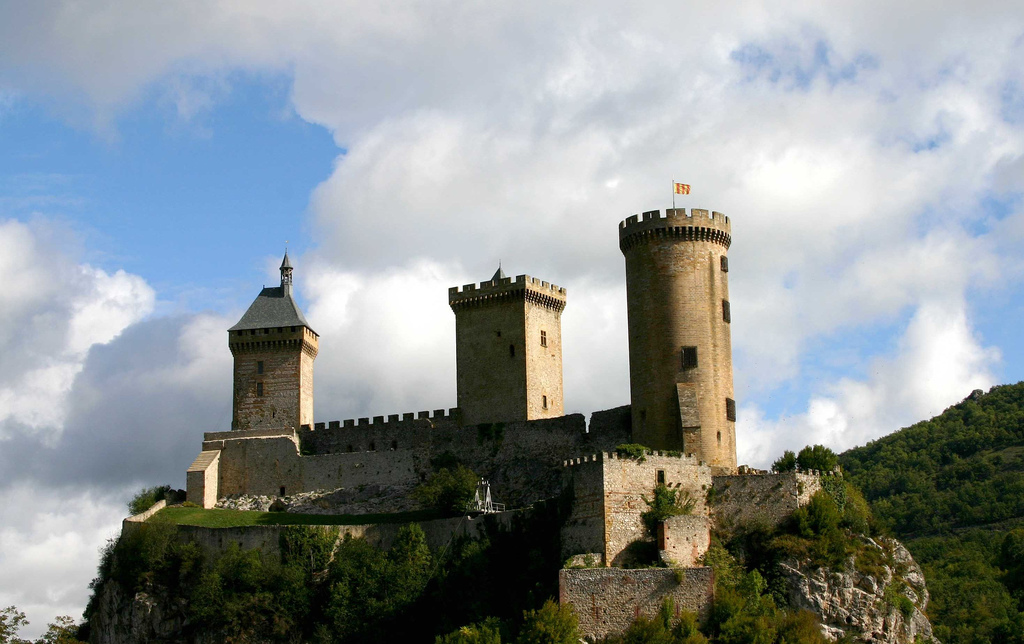
castello di Foix

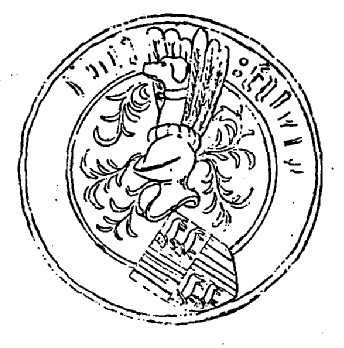
Sigillo di Gastone di Foix

Dopo la morte di Carlo di Viana, nel settembre del 1461, il trono di Navarra sarebbe spettato alla sorella maggiore di Eleonora, Bianca, ma suo suocero, Giovanni II, preferì trovare un accordo con Gastone ed Eleonora e, il 12 aprile del 1462, fu firmato il trattato di Olite, in cui Eleonora riconosceva il titolo regale al padre, che la confermava luogotenente di Navarra assieme a Gastone, mentre Bianca, che aveva l'appoggio del partito dei beamonteses, partigiani del defunto Carlo, veniva imprigionata e consegnata a Gastone, che la faceva trasferire nella contea di Foix.
 Quando, nel corso dell'anno, iniziò la guerra civile catalana, Eleonora e il marito si schierarono a fianco del padre e della matrigna, Giovanna Enríquez. Infatti Gastone corse in aiuto della suocera, Giovanna, che con il figlio Ferdinando, era assediata nel castello di Gerona, aiutando le forze realiste catalane a rompere l'assedio dei ribelli.
Bianca, che era stata rinchiusa nel castello di Moncada, a Orthez, il 2 dicembre del 1464, morì avvelenata, molto probabilmente per ordine della sorella, Eleonora. Un cronista dell'epoca definì la morte di Bianca una grande infamia commessa dal conte Gastone IV di Foix e da sua moglie, la principessa donna Eleonora.
Poco prima di morire, pare che Bianca abbia abdicato a favore della sorella, Eleonora
Negli anni della guerra civile catalana Gastone continuò ad appoggiare il suo sovrano, Luigi XI, sempre alleato di suo suocero, tenendo pacificato il sud della Francia, mentre Luigi XI teneva a bada il duca di Borgogna, Carlo il Temerario, che fomentava rivolte.
In quegli anni Gastone ed Eleonora recuperarono il rapporto con i beamonteses e nel 1468 si opposero a Giovanni II, che con l'appoggio degli agramonteses ebbe la meglio, privò la figlia del titolo di luogotenente di Navarra, che diede al figlio di Eleonora e Gastone, Gastone di Foix-Navarra.

In quello stesso anno, ancora secondo la Gran Enciclopèdia Catalana, Gastone aveva ceduto la viscontea di Narbona al figlio terzogenito Giovanni
Però, dopo la morte del figlio Gastone di Foix-Navarra (1470), Eleonora ritrovò un accordo con il padre che, nel 1471, restituì a lei e al marito la luogotenenza perpetua sulla Navarra in cambio della rinuncia a ogni rivendicazione sulla corona d'Aragona.
Il re di Francia, Luigi XI, non volle riconoscere il loro diritto di successione al regno di Navarra, per cui Gastone si alleò a Carlo il Temerario e al duca di Bretagna, a cui diede in sposa la figlia, Margherita e sollevò la Guienna contro Luigi, ma fu sconfitto e dovette rientrare in Navarra, dove morì, nel 1472, mentre cercava di riprendere la lotta con l'aiuto dei beamonteses.
Gli subentrò la moglie Eleonora, che riuscì a mantenere la luogotenenza della Navarra e che, essendo contessa di Foix, portò il regno sotto l'influenza preponderante del regno di Francia; poi Eleonora fu regina di Navarra per tre settimane e, alla sua morte, i possedimenti di Gastone e quelli di Eleonora passeranno al nipote Francesco Febo, figlio di Gastone principe di Viana.

## Discendenza
Eleonora a Gastone diede dieci figli:
- Gastone (1444-1470), visconte di Castelbon e principe di Viana[11], luogotenente generale di Navarra, padre di Francesco Febo e Caterina, futuri re di Navarra;
- Pietro (7 febbraio 1449 - 10 agosto 1490), cardinale, vescovo di Vannes e arcivescovo di Arles[11];
- Giovanni (circa 1450-1500), visconte di Narbonne[11] (1468-1500), conte di Étampes (1478-1500), pretendente al trono di Navarra, padre di Gastone di Foix-Nemours e di Germana di Foix;
- Maria (circa 1452-1468), sposò nel 1465 Guglielmo VIII del Monferrato[27];
- Giovanna (circa 1454 - dopo il 1476), sposò, nel 1469, il conte d'Armagnac Giovanni V[27];
- Margherita (circa 1458-1486), sposa di Francesco II di Bretagna e madre di Anna di Bretagna[27];
- Caterina (1460 - prima del 1494), sposa del cugino Gastone II di Foix-Candale[27];
- Isabella (circa 1462-?) sposa Guido signore di Pons[28]
- Eleonora (circa 1466-?), morta giovane[27];
- Giacomo (circa 1469 - 1500), conte di Montfort[11].

Gastone da una o più amanti di cui non si conoscono né il nome né gli ascendenti ebbe tre figli:
- Giacomo († dopo il 1553), vescovo di Lescar e cancelliere di Enrico II di Navarra[27];
- Federico († 1537), signore di Almenêches, in Normandia[27];
- Giovanna sposa, nel 1479, il visconte Giovanni d'Aure[27].

## Ascendenza
|                       |                              |                                  | Genitori                        |  |  | Nonni |  |  | Bisnonni             |  |  | Trisnonni           |  |
|                       |                              |                                  |                                 |  |  |       |  |  | Pierre II de Grailly |  |  | Pierre I de Grailly |  |
|                       |                              |                                  |                                 |  |  |       |  |  | Pierre II de Grailly |  |  | Pierre I de Grailly |  |
|                       |                              | Rubea de Astarac                 |                                 |  |  |       |  |  | Pierre II de Grailly |  |  |                     |  |
| Arcimbaldo di Grailly |                              |                                  |                                 |  |  |       |  |  | Pierre II de Grailly |  |  |                     |  |
|                       |                              | Aramburge de Périgord            | Elia VII Talleyrand             |  |  |       |  |  |                      |  |  |                     |  |
|                       |                              | Aramburge de Périgord            | Elia VII Talleyrand             |  |  |       |  |  |                      |  |  |                     |  |
|                       |                              | Aramburge de Périgord            | Brunissende di Foix             |  |  |       |  |  |                      |  |  |                     |  |
| Giovanni I di Foix    |                              | Aramburge de Périgord            |                                 |  |  |       |  |  |                      |  |  |                     |  |
|                       |                              | Ruggero Bernardo II di Castelbon | Ruggero Bernardo I di Castelbon |  |  |       |  |  |                      |  |  |                     |  |
|                       |                              | Ruggero Bernardo II di Castelbon | Ruggero Bernardo I di Castelbon |  |  |       |  |  |                      |  |  |                     |  |
|                       |                              | Ruggero Bernardo II di Castelbon | Costanza de Luna                |  |  |       |  |  |                      |  |  |                     |  |
| Isabella di Foix      |                              | Ruggero Bernardo II di Castelbon |                                 |  |  |       |  |  |                      |  |  |                     |  |
|                       |                              | Géraude de Navailles             | Garcia Arnaldo IV di Navailles  |  |  |       |  |  |                      |  |  |                     |  |
|                       |                              | Géraude de Navailles             | Garcia Arnaldo IV di Navailles  |  |  |       |  |  |                      |  |  |                     |  |
|                       |                              | Géraude de Navailles             | Béarnaise de Miramont           |  |  |       |  |  |                      |  |  |                     |  |
| Gastone IV di Foix    |                              | Géraude de Navailles             |                                 |  |  |       |  |  |                      |  |  |                     |  |
|                       | Arnaud Amanieu VIII d'Albret | Bernardo Ezi V d'Albret          |                                 |  |  |       |  |  |                      |  |  |                     |  |
|                       | Arnaud Amanieu VIII d'Albret | Bernardo Ezi V d'Albret          |                                 |  |  |       |  |  |                      |  |  |                     |  |
|                       | Arnaud Amanieu VIII d'Albret | Mathe d'Armagnac                 |                                 |  |  |       |  |  |                      |  |  |                     |  |
| Carlo I d'Albret      | Arnaud Amanieu VIII d'Albret |                                  |                                 |  |  |       |  |  |                      |  |  |                     |  |
|                       |                              | Margherita di Borbone            | Arcimbaldo VIII di Borbone      |  |  |       |  |  |                      |  |  |                     |  |
|                       |                              | Margherita di Borbone            | Arcimbaldo VIII di Borbone      |  |  |       |  |  |                      |  |  |                     |  |
|                       |                              | Margherita di Borbone            | Beatrice di Montluçon           |  |  |       |  |  |                      |  |  |                     |  |
| Giovanna d'Albret     |                              | Margherita di Borbone            |                                 |  |  |       |  |  |                      |  |  |                     |  |
|                       |                              | Louis I de Sully                 | …                               |  |  |       |  |  |                      |  |  |                     |  |
|                       |                              | Louis I de Sully                 | …                               |  |  |       |  |  |                      |  |  |                     |  |
|                       |                              | Louis I de Sully                 | …                               |  |  |       |  |  |                      |  |  |                     |  |
| Marie de Sully        |                              | Louis I de Sully                 |                                 |  |  |       |  |  |                      |  |  |                     |  |
|                       |                              | Isabelle de Craon                | …                               |  |  |       |  |  |                      |  |  |                     |  |
|                       |                              | Isabelle de Craon                | …                               |  |  |       |  |  |                      |  |  |                     |  |
|                       |                              | Isabelle de Craon                | …                               |  |  |       |  |  |                      |  |  |                     |  |
|                       |                              | Isabelle de Craon                |                                 |  |  |       |  |  |                      |  |  |                     |  |

### Fonti primarie
- (FR)  Histoire généalogique et chronologique de la maison royale de France, tomus III.
- (FR)  Histoire généalogique et chronologique de la maison royale de France, tome 7.
- (OC, FR)  Chroniques romanes des comtes de Foix.

### Letteratura storiografica
- Rafael Altamira, Spagna, 1412-1516, in Cambridge University Press - Storia del mondo medievale, cap XV, vol. VII, pp. 546–575, Garzanti, 1999
- Joseph Calmette, Il regno di Carlo VIII e la fine della guerra dei cent'anni in Francia, in Cambridge University Press - Storia del mondo medievale, cap XVII, vol. VII, 1999, pp. 611–656, Garzanti, 1999
- Charles Petit-Dutaillis, Francia: Luigi XI, in Cambridge University Press - Storia del mondo medievale, cap XVIII, vol. VII, 1999, pp. 657–695, Garzanti, 1999